# CA Central Córdoba de Rosario
A CA Central Córdoba de Rosario egy argentin labdarúgócsapat Rosario városában. A egyesületet 1906. október 20-án alapították. A csapat jelenleg alacsonyabb osztályokban szerepel. Hazai mérkőzéseiket a 17 000 néző befogadására alkalmas Estadio Gabino Sosában játsszák.
Legnagyobb sikerüket akkor érték el, amikor 1933-ban a Racing Clubot legyőzve megnyerték a Copa Beccar Varelát. 1958 és 1959 között az első osztályban szerepeltek.

## Sikerek
Copa Beccar Varela
- Győztes (1): 1933

Copa Ibarguren
- Döntős (1): 1939

## Fordítás
Ez a szócikk részben vagy egészben  a   Central Córdoba de Rosario című angol Wikipédia-szócikk fordításán alapul.  Az eredeti cikk szerkesztőit annak laptörténete sorolja fel. Ez a jelzés csupán a megfogalmazás eredetét és a szerzői jogokat jelzi, nem szolgál a cikkben szereplő információk forrásmegjelöléseként.